# Kambuzia Partovi
Kambuzia Partovi (aussi Kambozia Partovi ou Kamboozia Partovi), est un poète, scénariste et cinéaste iranien né le 11 novembre 1955 à Racht et mort le 24 novembre 2020 à Téhéran.

## Carrière
Café transit, écrit et réalisé par Kambuzia Partovi, a été produit par Amir Samavati, et nommé à l'Oscar en 2007 pour représenter le cinéma iranien dans la compétition du meilleur film étranger. 
Il a écrit des scénarios pour d'autres réalisateurs, en particulier Le Cercle pour le grand maître Jafar Panahi. Partovi a entrainé et soutenu beaucoup d'artistes iraniens et des cinéastes particulièrement Jafar Panahi ou Mohammad Rasoulof . 
Il a aussi été  l'origine du premier film de l'afghan Atiq Rahimi qui fut plus tard récompensé au festival de Cannes 
En 2013, il coécrit et coréalise Pardé (ou en anglais Closed Curtain) avec Jafar Panahi qui remporte l'Ours d'argent du meilleur scénario.
À son retour en Iran, les autorités iraniennes lui confisquent son passeport.
Kambuzia Partovi meurt le 24 novembre 2020 à Téhéran à l’âge de 65 ans des suites de la maladie à coronavirus, .

## Nominations et prix
- Berlinale : Ours d'argent du meilleur scénario gagné en 2013
- Oscars : Nommé en 2007
- Festival de Farj : Gagné en 2006
- FIPRESCI : Gagné en 2006
- UNICEF : Nommé en 1989